# Vanhakartanon idänverijuurialue
Vanhakartanon idänverijuurialue este o arie protejată (arie specială de conservare — SAC, sit de importanță comunitară — SCI) din Finlanda întinsă pe o suprafață de 0,26 ha, integral pe uscat.

## Localizare
Centrul sitului Vanhakartanon idänverijuurialue este situat la coordonatele 61°15′52″N 25°26′29″E / 61.2644°N 25.4414°E.

## Înființare
Situl Vanhakartanon idänverijuurialue a fost declarat sit de importanță comunitară în mai 2002 pentru a proteja 1 specie de plante. Situl a fost protejat și ca arie specială de conservare în aprilie 2015.

## Biodiversitate
Situată în ecoregiunea boreală, aria protejată conține 1 habitat natural: Pajiști fino-scandinave uscate până la mezice, bogate în specii de altitudine mică.
La baza desemnării sitului se află o specie protejată de  plante: turiță (Agrimonia pilosa).
Pe lângă speciile protejate, pe teritoriul sitului au mai fost identificate 4 specii de plante.